# Drżąc przed Bogiem
Drżąc przed Bogiem (ang. Trembling before G-d, fr. Ils tremblent devant Dieu, hebr. לפניך ברעדה) – film dokumentalny w reżyserii Sandiego Simchy Dubowskiego z 2001 r. Film ukazuje ortodoksyjnych wyznawców judaizmu próbujących pogodzić swoją religijność z homoseksualną orientacją. Muzykę do filmu skomponował John Zorn i ukazała się ona w kolekcji Filmworks IX nakładem wydawnictwa Tzadik.